# Pucharek owocowy

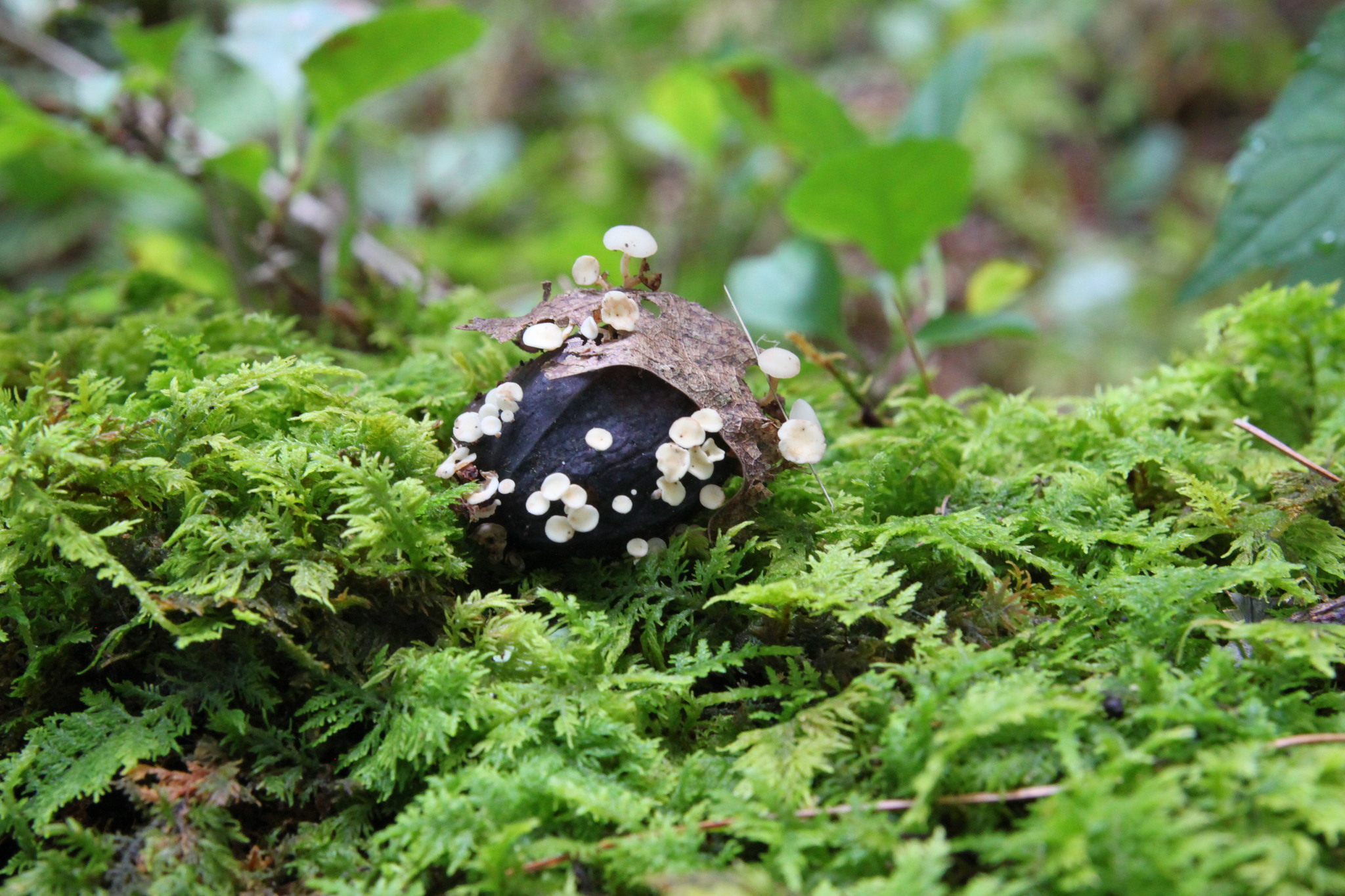

Pucharek owocowy (Hymenoscyphus fructigenus (Bull.) Gray) – gatunek grzybów z rodziny tocznikowatych (Helotiaceae).

## Systematyka i nazewnictwo
Pozycja w klasyfikacji według Index Fungorum: Hymenoscyphus, Helotiaceae, Helotiales, Leotiomycetidae, Leotiomycetes, Pezizomycotina, Ascomycota, Fungi.
Po raz pierwszy takson ten opisał w 1785r. Jean Baptiste François Bulliard nadając mu nazwę Peziza fructigena. Obecną, uznaną przez Index Fungorum nazwę nadał mu w 1821 r. Samuel Frederick Gray.
Ma ponad 20 synonimów. Niektóre z nich:
- Ciboria fructigena (Bull.) Killerm. 1935
- Helotium fructigenum (Bull.) Fuckel 1870[2].

## Morfologia
Owocniki
Typu apotecjum, zbudowany z miseczki i trzonka. Miseczka o średnicy do 4 mm na trzonku o wysokości kilku mm. Powierzchnia górna gładka lub drobno chropowata, powierzchnia dolna jednolicie biaława do bardzo bladożółtej. Miąższ białawy, półprzeźroczysty.
Cechy mikroskopowe
Worki 85–140 × 7–10 µm, 8-zarodnikowe, maczugowato-cylindryczne, z tępo stożkowatym wierzchołkiem, zwężające się ku podstawie. Wierzchołki w roztworze Lugola zabarwiające się na czerwono-brązowo, w KOH na niebiesko, w odczynniku Melzera nieamyloidalne. Askospory (12,5–) 13,5–17,0 × 3,5–4,5 (–5,0) µm, Q=3,38–4,08, wrzecionowato-elipsoidalne, nieco nierównoboczne, gładkie, szkliste, bez przegród lub z jedną, rzadko dwoma przegrodami. Parafizy o szerokości do 3 µm, szkliste, niektóre z zawartością złocistożółtych granulek, z tępymi wierzchołkami, proste do lekko wygiętych. Zewnętrzna warstwa owocnika zbudowana z pryzmatycznych komórek o wymiarach 18–34 × 4–12 (–23) µm i ścianach o grubości do 1,2 µm. Trzon zbudowany z cienkich, splecionych strzępek o szerokości 2–7 µm.

## Występowanie i siedlisko
Podano stanowiska pucharka owocowego w Ameryce Północnej, Europie, Azji i na Nowej Zelandii. Najwięcej stanowisk podano w Europie, występuje tu na całym obszarze z wyjątkiem części południowo-wschodniej. W Polsce M.A. Chmiel w 2006 r. przytoczyła kilkadziesiąt stanowisk. Nowe stanowiska podano także w latach następnych, a najbardziej aktualne są w internetowym atlasie grzybów. Zaliczony w nim jest do gatunków zagrożonych, wartych objęcia ochroną.
Grzyb saprotroficzny. Rozwija się na opadłych owocach dębów, rzadziej buków, grabów i leszczyny.